# Anais do Município de Lisboa
Anais do município de Lisboa foi uma publicação de periodicidade anual que nasceu em 1938, como seguimento do Anuário da Câmara Municipal de Lisboa e do Boletim Cultural e Estatístico, prevalecendo com esta designação até 1968. O seu objetivo era condensar numa só publicação os relatórios da presidência e das direções de serviços, estatística e efemérides dignas de memória.